# Ulrich Klug
Ulrich Klug (* 7. November 1913 in Barmen; † 7. Mai 1993 in Köln) war ein deutscher Jurist, Hochschullehrer und Politiker (FDP).

## Leben und Beruf
Der evangelische Ulrich Klug wuchs teilweise in Berlin auf. Sein Vater Georg Klug war unter anderem Syndikus beim Deutschen Industrie- und Handelstag.
Ulrich Klug erwarb die allgemeine Hochschulreife am Grunewald-Gymnasium in Berlin. Danach begann er ein rechtswissenschaftliches Studium an der Friedrich-Wilhelms-Universität in Berlin.
Nach dem Bestehen des ersten juristischen Staatsexamens im Jahre 1936 wurde Ulrich Klug wissenschaftlicher Assistent an der Friedrich-Wilhelms-Universität in Berlin. 1938 promovierte er zum Dr. jur. Sein Doktorvater war Karl Klee. Der Titel seiner Dissertation lautete: Die zentrale Bedeutung des Schutzgedankens für den Zweck der Strafe.
Kurz vor der Berufung Ulrich Klugs zum Staatssekretär im nordrhein-westfälischen Justizministerium am 1. März 1971 verfasste dessen Amtsvorgänger, Ernst-Friedemann von Münchhausen der Jüngere im Auftrag des damaligen nordrhein-westfälischen Justizministers Josef Neuberger ein 21-seitiges Gutachten über Ulrich Klugs Dissertation. In diesem Gutachten heißt es u. a., dass die Dissertation „in mehrfacher Hinsicht Gedanken“ enthalte, die „zum Teil typisch nationalsozialistisch sind, zum Teil aber als erkennbarer Versuch zu werten sind, das NS-Unrecht wissenschaftlich zu rechtfertigen“. Auch bekenne sich Ulrich Klug darin „unter mehrfacher ausdrücklicher Berufung auf Freisler zu einem den Bedürfnissen und Forderungen des nationalsozialistischen Unrechtsstaates entsprechenden strafpolitischen Programm. Eine bequemere, wissenschaftliche Rechtfertigung seines Vorgehens gegen Juden, politische Gegner und ‚lebensunwerte‘ Zeitgenossen konnte sich der NS-Staat nicht wünschen“. Ulrich Klug habe „die dogmatische Grundlage auch für die Haft im Konzentrationslager“ geliefert. Das Fazit von Münchhausens Gutachten lautet: „Gerade solche Wegbereiter für seine Untaten suchte und brauchte der NS-Staat auf allen Lebensgebieten“.
Friedrich Schaffstein dagegen empfand mit Blick auf Ulrich Klugs Dissertation als „recht befremdend“ die darin angeblich enthaltene „kritiklose Wiedergabe demo-liberaler und marxistischer Argumente gegen die Sühneidee“.
Gustav Radbruch schließlich lobte kurz nach deren Erscheinen Ulrich Klugs Dissertation. Es handele sich um „eine anregende Arbeit eines klaren und selbständigen Kopfes“, nach der „die Strafe ausschließlich der Sozialprävention diene“. Der Verfasser mache „seinem Namen Ehre: seine Schrift ist in der Tat klug, sogar gescheit“.
Von 1938 bis 1940 absolvierte Ulrich Klug das juristische Referendariat in Berlin, wo er im Jahre 1940 auch das zweite juristische Staatsexamen bestand. Ungefähr zu dieser Zeit heiratete er eine Frau, welche unter die sog. Nürnberger Rassegesetze fiel.
Danach leistete er bis zum Ende des Zweiten Weltkriegs Wehrdienst, und zwar im Range eines Oberleutnants.
Von 1945 bis 1948 war er beim Bayerischen Hilfswerk für die durch die Nürnberger Gesetze Betroffenen in Garmisch-Partenkirchen als Syndikus tätig.
Im Anschluss daran arbeitete er als Syndikus für die Württembergische Landwirtschaftsbank in Mannheim.
1950 habilitierte er sich an der Universität Heidelberg mit einer Arbeit über Juristische Logik.
Von 1953 bis 1956 war er Direktor einer Commerzbank-Filiale in Karlsruhe.
1956 wurde er außerordentlicher Professor für Strafrecht und Rechtsphilosophie an der Universität Mainz.
Schließlich erhielt er 1960 einen Lehrstuhl als ordentlicher Professor für Strafrecht, Zivil- und Strafprozessrecht sowie für Rechtsphilosophie an der Universität zu Köln, welchen er, nur unterbrochen durch seine Tätigkeiten als nordrhein-westfälischer Staatssekretär und hamburgischer Justizsenator in den Jahren 1971–1977, bis zum Wintersemester 1981/1982 innehatte.
Wiederholt trat Ulrich Klug als Strafverteidiger in Erscheinung, z. B. 1962 in der „Spiegel-Affäre“. Ferner verteidigte den „Sozialanwalt“ Günter Weigand und den früheren Kölner AStA-Vorsitzenden Klaus Laepple.
Von der spanischen Universität Córdoba wurde ihm 1965 der Ehrendoktortitel verliehen.
1972 wirkte er am Alternativentwurf eines Strafgesetzbuches mit und 1979 entwarf er ein Gegenkonzept für den von der Innenministerkonferenz vorgelegten Musterentwurf eines einheitlichen Polizeigesetzes des Bundes und der Länder. Er war Mitbegründer der Humanistischen Union und von 1979 bis 1983 ihr Bundesvorsitzender. Außerdem war er Mitglied des PEN-Zentrums.

## Politik
Ulrich Klug trat zum 1. Mai 1933 der NSDAP bei (Mitgliedsnummer 2.849.373).
1968 wurde er Mitglied der FDP und gehörte zum sozial- bzw. linksliberalen Flügel der Partei. Vom 1. März 1971 bis zum 29. April 1974 amtierte er als Staatssekretär im Justizministerium des Landes Nordrhein-Westfalen. Vom 30. April 1974 bis zu seinem Rücktritt am 23. Februar 1977 war er Senator der Justizbehörde in den von den Ersten Bürgermeistern Peter Schulz und Hans-Ulrich Klose geführten Senaten der Freien und Hansestadt Hamburg. Grund für seinen Rücktritt vom Amt des hamburgischen Justizsenators war, dass er die Personalakte von Günter Schultz, einem Richter am Hanseatischen Oberlandesgericht, an seinen Pressesprecher Wolfgang Schuchardt weitergegeben hatte, welcher deren Inhalt anschließend der Zeitschrift Stern zugänglich gemacht hatte.
Mitte November 1982 trat er wegen der Bonner Wende (d.h der Unterstützung Helmut Kohls als Bundeskanzler) aus der FDP aus.
Von 1969 bis 1982 war er Mitglied des Beirats der Friedrich-Naumann-Stiftung.

## Publikationen (Auswahl)
- Die zentrale Bedeutung des Schutzgedankens für den Zweck der Strafe. Friedrich-Wilhelms-Universität Berlin, Dissertation 1938.
- Zum Problem der logischen und erkenntnistheoretischen Grundlagen der juristischen Kausalitätslehre. In: Carl Ahrendts: Rechtswissenschaft – Ursachenbegriff und Neurosenfrage: Juristische Beiträge zur Angleichung ärztlicher und rechtlicher Auffassungen über die Entschädigungspflicht bei Neurosen. G. Thieme, Leipzig 1941.
- Der Handlungsbegriff des Finalismus als methodologisches Problem. In: Ulrich Klug (Hrsg.): Philosophie und Recht: Festschrift für Carl August Emge zum 70. Geburtstag. Steiner, Wiesbaden 1960, S. 33–50.
- Aktienstrafrecht. De Gruyter, Berlin, 1964.
- Die Berücksichtigung der automatisierten Gesetzesausführung in der Gesetzgebung. In: Deutsche Rentenversicherung (Zeitschrift) 1964, S. 269–276.
- Elektronische Datenverarbeitungsmaschinen im Recht. In: Karl Carstens und Hans Peters (Hrsg.): Festschrift für Hermann Jahrreiß zu seinem 70. Geburtstag. Heymann, Köln/Bonn/Berlin/München 1964, S. 189–200.
- Presseschutz im Strafprozess: Ein Rechtsgutachten im „Spiegel“-Verfahren. Luchterhand, Berlin/Neuwied am Rhein 1965.
- Die Verletzung von Denkgesetzen als Revisionsgrund. In: Wolfgang Hefermehl und H.C. Nipperdey (Hrsg.): Festschrift für Philipp Möhring zum 65. Geburtstag, C.H. Beck, München 1965, S. 363–384.
- Der Rechtsstaat und die Staatsphilosophie der geordneten Anarchie. In: Carl Josef Hering (Hrsg.): Staat, Recht, Kultur: Festgabe für Ernst von Hippel zu seinem 70. Geburtstag. Röhrscheid, Bonn 1965, S. 148–158.
- Rechtslücke und Rechtsgeltung. In: Festschrift für Hans Carl Nipperdey. Beck, München/Berlin 1965, Bd. I, S. 71–94.
- Das Verhältnis zwischen der Europäischen Menschenrechts-Konvention und dem Grundgesetz. In: Hermann Conrad (Hrsg.): Gedächtnisschrift Hans Peters. Springer, Berlin/Heidelberg/New York 1967, S. 434–444.
- Abschied von Kant und Hegel. In: Jürgen Baumann (Hrsg.): Programm für ein neues Strafgesetzbuch – Der Alternativ-Entwurf der Strafrechtslehrer, Fischer, Frankfurt am Main/Hamburg 1968, S. 36–41.
- Ulrich Klug u. a.: Entwurf eines Gesetzes zum Schutze freier Meinungsbildung. Mohr, Tübingen 1972, ISBN 978-3-16-633681-7.
- Konkurs-Strafrecht. De Gruyter, Berlin/New York 1973, ISBN 978-3-11-004392-1.
- Prinzipien der reinen Rechtslehre: Hans Kelsen zum Gedächtnis. Scherpe, Krefeld 1974, ISBN 978-3-7948-0164-0.
- Zur Strafbarkeit irreführender Werbeangaben. In: Gewerblicher Rechtsschutz und Urheberrecht (= GRUR) 1975, S. 217–229 und 289–297.
- Die rechtspolitische Bilanz der Freien Demokraten. In: Zeitschrift für Rechtspolitik 1976, S. 218–221.
- Als Mitherausgeber: Gesetzgebungstheorie, juristische Logik, Zivil- und Prozeßrecht - Gedächtnisschrift für Jürgen Rödig. Springer, Berlin/Heidelberg/New York 1978, ISBN 978-3-540-08642-0.
- Karl Engisch zum 80. Geburtstag. In: Neue Juristische Wochenschrift 1979, S. 530.
- Mit Hans Kelsen: Rechtsnormen und logische Analyse: ein Briefwechsel 1959 bis 1965. Deuticke, Wien 1981, ISBN 978-3-7005-4451-7.
- Skeptische Rechtsphilosophie und humanes Strafrecht
  - Band 1: Rechts- und staatsphilosophische Analysen und Positionen. Springer, Berlin/Heidelberg/New York, 1981, ISBN 978-3-540-11063-7.
  - Band 2: Materielle und formelle Strafrechtsprobleme. Springer, Berlin/Heidelberg/New York, 1981, ISBN 978-3-540-11064-4.
- Juristische Logik. Springer, Berlin/Heidelberg/New York 1982 (= 4. Auflage).
- Ulrich Klug u. a.: Rettet die sozialtherapeutische Anstalt als Maßregel der Besserung und Sicherung. In: Zeitschrift für Rechtspolitik 1982, S. 207–212.
- Hans Kelsens Reine Rechtslehre. In: Die Reine Rechtslehre in wissenschaftlicher Diskussion. Manz, Wien 1982, ISBN 978-3-214-06507-2, S. 30–37.
- Die Bedeutung Jürgen Rödigs für die Entwicklung der Gesetzgebungstheorie. In: Heinz Schäffer (Hrsg.): Rationalisierung der Gesetzgebung. Nomos, Baden-Baden 1984, ISBN 978-3-7890-0993-8, S. 25–33.
- Probleme der Logik des juristischen Argumentierens im Prozeß. In: Festschrift der Rechtswissenschaftlichen Fakultät zur 600-Jahr-Feier der Universität zu Köln. Heymann, Köln/Berlin/Bonn/München 1988, ISBN 978-3-452-21290-0, S. 429–438.
- Versuch einer philosophischen Begründung der Menschenrechte. In: Ulrich Klug (Hrsg.): Menschen- und Bürgerrechte: Vorträge aus der Tagung der deutschen Sektion der internationalen Vereinigung für Rechts- und Sozialphilosophie (IVR) in der Bundesrepublik Deutschland vom 9. bis 12. Oktober 1986 in Köln. Steiner, Stuttgart 1988, ISBN 978-3-515-05027-2, S. 9–19.
- Autonomie, Anarchie und Kontrolle. In: Arthur Kaufmann (Hrsg.): Rechtsstaat und Menschenwürde – Festschrift für Werner Maihofer zum 70. Geburtstag. Klostermann, Frankfurt am Main 1988, ISBN 978-3-465-01848-3, S. 235–251.
- Erlaubnis zum Mord: Justiz und Judenverfolgung. In: Jörg Wollenberg (Hrsg.), Niemand war dabei und keiner hat’s gewußt. Die deutsche Öffentlichkeit und die Judenverfolgung 1933–1945, Piper, München/Zürich 1989, ISBN 978-3-492-11066-2, S. 81–93.
- Der Ossietzy-Prozeß 1931. In: Hanns Prütting (Hrsg.): Festschrift für Gottfried Baumgärtel zum 70. Geburtstag. Carl Heymanns, Köln 1990, ISBN 3-452-21073-1, S. 249–259.
- Perspektiven einer skeptischen und kritischen Rechtsphilosophie. In: Erhard Denninger (Hrsg.): Kritik und Vertrauen – Festschrift für Peter Schneider zum 70. Geburtstag. Hain, Frankfurt am Main 1990, ISBN 978-3-445-10000-9, S. 192–209.
- Multidimensionale Rechtsphilosophie. In: Robert Alexy (Hrsg.): Rechts- und Sozialphilosophie in Deutschland heute – Beiträge zur Standortbestimmung. Steiner, Stuttgart 1991, ISBN 978-3-515-05892-6, S. 178–185.
- Rechtsphilosophie, Menschenrechte, Strafrecht: Aufsätze und Vorträge aus den Jahren 1981 bis 1993. Herausgegeben von Günter Kohlmann. Heymann, Köln/Berlin/Bonn/München 1994, ISBN 978-3-452-22705-8.